# محمدرضا قرایی آشتیانی
محمدرضا قرایی آشتیانی (زادهٔ ۱۳۳۹ تهران) سرتیپ ارتش جمهوری اسلامی ایران است که از ۱۳۹۸ تا ۱۴۰۰ و برای دومین بار از ۷ شهریور ۱۴۰۳ تاکنون، به‌عنوان جانشین رئیس ستاد‌ کل نیروهای مسلح فعالیت می‌کند. وی در دولت سیزدهم، از ۱۴۰۰ تا ۱۴۰۳ وزیر دفاع و پشتیبانی نیروهای مسلح بود. 
قرایی آشتیانی در سال ۱۳۵۸ به عضویت ارتش جمهوری اسلامی ایران درآمد و در طول جنگ ایران و عراق از اعضای نیروی زمینی ارتش بود. وی دوره کارشناسی را در دانشکده افسری امام علی، دوره دافوس را در دانشگاه فرماندهی و ستاد آجا و دوره دکتری مدیریت دفاعی را در دانشگاه عالی دفاع ملی طی نموده‌است.
قرایی آشتیانی از ۱۳۷۸ تا ۱۳۷۹ جانشین فرمانده نیروی زمینی ارتش بود، در فاصله سال‌های ۱۳۷۹ تا ۱۳۸۴ معاونت آماد، پشتیبانی و تحقیقات صنعتی ارتش را برعهده داشت و از ۱۳۸۴ تا ۱۳۸۷ به‌عنوان جانشین فرمانده کل ارتش فعالیت می‌کرد. وی در سال ۱۳۸۷ به ستاد کل نیروهای مسلح منتقل شد و در فاصله سال‌های ۱۳۹۲ تا ۱۳۹۸ معاونت بازرسی ستاد کل نیروهای مسلح را برعهده داشت. دی‌ماه ۱۳۹۸ وزارت خزانه‌داری آمریکا آشتیانی را به اتهام پیشبرد اهداف بی‌ثبات‌کننده حکومت در منطقه و جهان در فهرست تحریم‌ها قرار داد.

## زندگی‌نامه

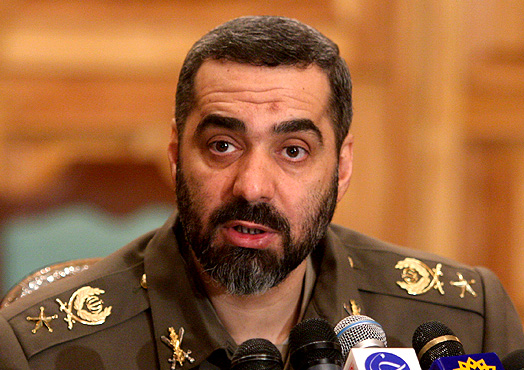
هنگام تصدی جانشینی فرمانده کل ارتش، فروردین ۱۳۸۷

محمدرضا قرایی آشتیانی در سال ۱۳۳۹ در تهران زاده شد. وی در سال ۱۳۵۸ وارد دانشکده افسری شد و در سال ۱۳۶۱ تحصیلات خود در رده کارشناسی را به پایان رساند. او پس از طی دوره مقدماتی در مرکز پیاده شیراز، دوره‌های ویژه را در لشکر ۲۳ تکاور گذراند و فعالیت رسمی خود را در گردان ۱۷۲ از تیپ ۲ لشکر ۲۳ تکاور آغاز نمود. وی در سال ۱۳۶۳ با دستور علی صیاد شیرازی؛ فرمانده وقت نیروی زمینی ارتش، مأمور آموزش دانشجویان افسری دانشگاه امام علی شد.
قرایی در طول جنگ ایران و عراق رده‌های فرماندهی را پشت سر گذاشت. آشتیانی پس از پایان جنگ، کارشناسی ارشد امور دفاعی را در دانشکده فرماندهی و ستاد ارتش گذراند و دکتری مدیریت دفاعی را نیز از دانشگاه عالی دفاع ملی دریافت نمود. او در سال ۱۳۷۸ به جانشینی فرمانده نیروی زمینی ارتش و یک سال بعد به‌عنوان معاون آماد، پشتیبانی و تحقیقات صنعتی ارتش منصوب شد که تا سال ۱۳۸۴ در این جایگاه فعالیت کرد. وی در فاصله سال‌های ۱۳۸۴ تا ۱۳۸۷ جانشین فرمانده کل ارتش بود. او در سال ۱۳۸۷ به ستاد کل نیروهای مسلح منتقل شد و تا سال ۱۳۹۲ ابتدا ریاست گروه مدیریت راهبردی و منابع انسانی ستاد کل را برعهده داشت، سپس به‌عنوان معاون طرح و برنامه رئیس ستاد کل نیروهای مسلح فعالیت کرد. قرایی آشتیانی در فاصله سال‌های ۱۳۹۲ تا ۱۳۹۸ معاونت بازرسی ستاد کل نیروهای مسلح را برعهده داشت. وی از ۱۱ تیر سال ۱۳۹۸ تا ۳ شهریور ۱۴۰۰ و انتصاب به عنوان وزیر دفاع، به عنوان جانشین رئیس ستاد کل نیروهای مسلح فعالیت می‌کرد.

### تحصیلات
قرایی دانش‌آموخته کارشناسی از دانشکده افسری امام علی، کارشناسی ارشد امور دفاعی (دوره دافوس) از دانشگاه فرماندهی و ستاد آجا و دکتری مدیریت دفاعی از دانشگاه عالی دفاع ملی است.

## سوابق
- جانشین فرمانده نیروی زمینی ارتش
- جانشین فرمانده کل ارتش
- رئیس گروه مدیریت راهبردی و منابع انسانی ستاد کل
- معاون طرح و برنامه ستاد کل نیروهای مسلح
- معاون بازرسی ستاد کل نیروهای مسلح
- جانشین رئیس ستاد کل نیروهای مسلح
- وزیر دفاع و پشتیبانی نیروهای مسلح

## وزارت دفاع و پشتیبانی نیرو‌های مسلح
پس از پیروزی سید ابراهیم رئیسی در انتخابات ریاست‌جمهوری سال ۱۴۰۰، نام محمدرضا قرایی آشتیانی برای تصدی سمت وزیر دفاع و پشتیبانی نیرو‌های مسلح ایران در دولت سیزدهم برای کسب رأی از سوی نمایندگان به مجلس شورای اسلامی داده شد. وی توانست با کسب ۲۷۴ رأی موافق، ۴ رأی مخالف، ۴ رأی ممتنع و ۲ رأی کاغذ سفید از سوی نمایندگان به‌عنوان پانزدهمین وزیر دفاع و پشتیبانی نیروهای مسلح  انتخاب شود.

## جایزه‌ها و نشان‌های افتخار
این بخش شامل نشان‌ها و جایزه‌های رسمی محمدرضا قرایی آشتیانی است، که بر روی لباس همسان او نصب می‌شود، ولی جایزه‌های غیرنظامی و غیررسمی را در برنخواهد داشت.

### آرم‌ها
| آرم‌های سینه             |                       |
| چتربازی درجه ۳          | هیئت معارف جنگ        |
| دانشگاه فرماندهی و ستاد | دانشگاه عالی دفاع ملی |
| آجا                     |                       |

| آرم‌های بازو |
| ودجا        |

### نوار نشان‌ها
|  |  |  |
|  |  |  |
|  |  |  |
|  |  |  |
|  |  |  |

### نام نشان‌ها
| نشان جانبازی           |              |                        |
| دوره دکتری             | نشان دانش    |                        |
| نشان ورزش              | نشان هنر     | نشان جهاد              |
| دوره عالی              | دوره دافوس   | دوره علوم استراتژیک    |
| دوره دوم دانشگاه افسری | دوره مقدماتی | دوره سوم دانشگاه افسری |

## تحریم
روز جمعه ۲1 دی ۱۳۹۸ اداره کنترل دارایی‌های خارجی وزارت خزانه‌داری آمریکا موسوم به اوفک محمدرضا آشتیانی و هفت مقام ارشد جمهوری اسلامی ایران را به اتهام پیشبرد اهداف بی‌ثبات‌کننده حکومت در منطقه و جهان در فهرست تحریم‌ها قرار داد.